# Tarcisius Isao Kikuchi
Tarcisio Isao Kikuchi, SVD (菊地 功, nascut l'1 de novembre de 1958) és un prelat catòlic japonès que exerceix com a arquebisbe de Tòquio des del 2017 i president de Caritas Internationalis des del maig del 2023. Va ser bisbe de Niigata des del 2014 fins al 2014. Abans va treballar com a missioner a Ghana.
Kikuchi ha exercit com a president de Càritas Japó i Càritas Àsia, així com membre del Consell Representatiu de Càritas Internationalis. Va ser nomenat cardenal el 7 de desembre de 2024 pel papa Francesc.

## Biografia
Tarcisio Isao Kikuchi va néixer a Iwate l'1 de novembre de 1958. Va estudiar per al sacerdoci al Japó i va fer els seus vots com a membre dels Missioners de la Paraula Divina (els "Verbiti" o "Verbites") el març de 1985 i va ser ordenat sacerdot el 15 de març de 1986. Va fer estudis addicionals a l'Espiritual Institut del Sagrat Cor de Melbourne.
De 1986 a 1992 va treballar com a missioner a Ghana a l'arxidiòcesi d'Accra i a la diòcesi de Koforidua, treballant com a rector a les zones rurals. Va tornar al Japó i va exercir el seu orde com a formador, viceprefecte de novicis i director de vocacions durant un any i després com a conseller provincial de 1994 a 1999, assumint diversos càrrecs addicionals. A partir de 1994 també va començar a ensenyar a la Universitat de Nanzan i es va convertir en membre del Comitè d'Ajuda Internacional de la Conferència Episcopal Japonesa. Va esdevenir coordinador de l'Oficina de Justícia i Pau per a Àsia del seu orde l'any 1996. Va esdevenir membre de Càritas Japó el 1998 i va començar a representar els bisbes japonesos a les conferències internacionals el 1998.
Va exercir com a director executiu de Càritas Japó del 1999 al 2004, després d'haver adquirit experiència amb aquesta organització com a voluntari al camp de refugiats de Bukavu (aleshores al Zaire, ara a la República Democràtica del Congo) als anys noranta. Kikuchi va ser elegit provincial de la província japonesa de la seva ordre el 1999 i elegit per a un segon mandat de tres anys el 2002. Es va convertir en membre del comitè de formació clerical permanent de la diòcesi de Nagoya aquest mateix any.
El papa Joan Pau II el va nomenar bisbe de Niigata el 29 d'abril de 2004. Va rebre la seva consagració episcopal el 20 de setembre a la Salle de Seishin Girls' High School de Niigata de mans de l'arquebisbe Peter Takeo Okada de Tòquio, amb els bisbes Rafael Masahiro Umemura de Yokohama i Marcellino Taiji Tani de Saitama com a co-consagradors. Va prendre com a lema Vatietate Unitas (Unitat en la diversitat).
El 13 de setembre de 2014, el papa Francesc el va nomenar membre de la Congregació per a l'Evangelització dels Pobles.
Va assistir a la beatificació de Takayama Ukon a Osaka el 2017 i va proposar el difunt samurai com "un model per a tots" ja que havia "renunciat als privilegis i a la riquesa per la fe".
El Papa Francesc va nomenar Kikuchi arquebisbe de Tòquio el 25 d'octubre de 2017. Kikuchi hi va ser instal·lat el 16 de desembre de 2017.
Ha estat membre del Consell Representatiu de Càritas Internacional i ha dirigit Càritas Àsia del 2011 al 2019. El 15 de maig de 2023, Kikuchi va ser elegit per a un mandat de quatre anys com a president de Càritas Internationalis.
A l'estiu del 2021, quan el Japó va declarar el seu quart estat d'emergència a causa de la pandèmia de la COVID-19, Kikuchi va cancel·lar els plans perquè les seves parròquies proporcionessin serveis als participants i al personal de suport dels Jocs Olímpics i Paralímpics del 2020. Va anunciar que els que visiten Tòquio per als jocs "se'ls demanarà que s'abstinguin de visitar les esglésies".
Kikuchi és president de la Conferència Episcopal Japonesa i secretari general de la Federació de Conferències Episcopals d'Àsia.
El 6 d'octubre de 2024, el papa Francesc va anunciar que tenia previst fer de Kikuchi cardenal el 8 de desembre, una data que després es va canviar al 7 de desembre. Kikuchi va elogiar Francis per "aquest gest simbòlic de nomenar un nombre de cardenals de les zones de missió desafiants a Àsia".
El 7 de desembre de 2024, el papa Francesc el va nomenar cardenal, assignant-li el títol de cardenal prevere de San Giovanni Leonardi.

## Posicions

### Corea del Nord
Kikuchi ha estat un ferm defensor del diàleg en relació al programa nuclear de Corea del Nord i la seva crisi diplomàtica amb els Estats Units d'Amèrica. L'agost de 2017 va expressar la seva esperança que el govern japonès emprengués "una iniciativa de diàleg que impliqui totes les parts implicades en aquesta crisi per trobar una solució diplomàtica".
També ha assegurat que el diàleg continua sent "l'única solució per a la convivència pacífica en aquesta part d'Àsia". També ha acusat els "nous líders polítics" d'aprofitar l'enfrontament amb els seus propis objectius polítics i ha demanat renovar les negociacions.

### Evangelització
Kikuchi dóna suport als esforços missioners i d'evangelització. Afirma que és vital "sembrar i ser testimoni de l'Evangeli a la nostra societat d'avui" tot i que reflexiona sobre "on i com evangelitzar" a la comunitat. Kikuchi continua que "ens correspon a nosaltres anunciar i testimoniar l'alegria de l'Evangeli a la humanitat d'avui. La gràcia de Crist ens sosté i ens guia en aquest camí" per portar el seu missatge als altres.
Kikuchi va parlar sobre l'evangelització durant la visita del cardenal Fernando Filoni al Japó el setembre de 2017 i va expressar la seva esperança que els esforços d'evangelització per part dels fidels fossin "humils" però audaços i directes.

### El medi ambient
Kikuchi és un ferm defensor de la protecció del medi ambient i va escriure un article per a Asia News en suport de l'encíclica Laudato si del papa. El bisbe va dir que en la peça que era el paper de tots els cristians en la protecció i desenvolupament del medi ambient amb l'adequada assignació dels recursos a un nivell igualitari. A més, ha assegurat que "hem d'actuar per protegir les vides de les generacions futures" si la "degradació del medi ambient" no es controla i massa lluny. A més, va explicar que l'encíclica proporcionava una "base sòlida" sobre la qual cal construir per comprometre's amb la protecció del medi ambient i l'activisme.

### LGBT
Kikuchi va recomanar i va contribuir a LGBT i cristianisme, un volum de suport als drets LGBT, que va ser supervisat per Aika Taira, un pastor gai de l'Església Unida de Crist al Japó. El llibre va ser promogut per Catholic HIV/AIDS Desk, una organització que, amb el suport de la Conferència Episcopal Japonesa, ofereix informació sobre salut i lluita contra la discriminació contra les persones LGBT.